# Tauras Jogėla
Tauras Jogėla (Tauragė, 2 maggio 1993) è un cestista lituano.

## Palmarès
- Coppa d'Austria: 1

BC Vienna: 2022